# John Garnett
John Brady Garnett (né le 15 décembre 1940) est un mathématicien américain de l'Université de Californie à Los Angeles, connu pour ses travaux en analyse harmonique.

## Biographie
Il obtient son doctorat à l'Université de Washington en 1966, sous la direction d'Irving Glicksberg. Il reçoit le prix Steele pour l'exposition mathématique en 2003 pour son livre, Bounded Analytic Functions. En juin 2011, il a supervisé les thèses de 25 étudiants  dont Peter Jones et Jill Pipher.
En 2012, il devient membre de l'American Mathematical Society.

## Ouvrages
- Analytic Capacity and Measure, Springer-Verlag, 1972 (ISBN 3-540-06073-1)
- Bounded Analytic Functions, Academic Press, 1981 (ISBN 0-122-76150-2)[4]
- avec Donald E. Marshall: Harmonic Measures, Cambridge University Press, 2005 (ISBN 0-521-47018-8)[5]